# Alek Tarkowski
Alek Tarkowski, właściwie Aleksander Michał Tarkowski (ur. 25 sierpnia 1977) – polski socjolog, koordynator polskiego oddziału Creative Commons i dyrektor Centrum Cyfrowego Projekt: Polska. 

## Życiorys
Stypendysta Krajowego Funduszu na rzecz Dzieci. Ukończył socjologię na Uniwersytecie Warszawskim.
W latach 2008–2011 członek zespołu doradców strategicznych przy Prezesie Rady Ministrów, współautor raportu „Polska 2030”. W latach 2012–2016, członek Rady do spraw Cyfryzacji – w jej ramach przewodził grupie roboczej ds. ekompetencji. Uzyskał stopień naukowy doktora w Szkole Nauk Społecznych IFiS PAN w 2008 roku na podstawie pracy Social and Technical Construction of the Internet, Its Users and Uses pod kierunkiem prof. Mirosławy Marody i dr hab. Mariana Kempnego, prof. UW.
Wraz z Mirosławem Filiciakiem autor projektu Kultura 2.0, wspólnie prowadzą blog „Kultura 2.0" oraz kolumnę „Kultura 2.0" w „Dwutygodniku”. Z ich inicjatywy w 2010 w Chrzelicach odbył się pierwszy polski Media Lab.
Syn Elżbiety Tarkowskiej.